# اريك كيم
اريك كيم هو فنان قصص مصورة كندي، ولد في 1977.

## وصلات خارجية
- الموقع الرسمي
- اريك كيم على موقع IMDb (الإنجليزية)